# 15115 Yvonneroe
15115 Yvonneroe este un asteroid din centura principală de asteroizi.

## Descriere
15115 Yvonneroe este un asteroid din centura principală de asteroizi. A fost descoperit pe 29 februarie 2000 la Oaxaca de James M. Roe. El prezintă o orbită caracterizată de o semiaxă mare de 2,39 ua, o excentricitate de 0,13 și o înclinație de 0,8° în raport cu ecliptica.